# Куса (округ)
Ку́са (англ. Coosa County) — округ в США, штате Алабама. Официально образован в 1832 году. По состоянию на 2000 год, численность населения составляла 12 202 человек. Административный центр округа — Рокфорд.

## География
По данным Бюро переписи США, общая площадь округа — 1725,9 км², из которых 1689,8 км² — суша, а 36 км² или 2,09% — это водоемы.

### Соседние округа
|        | Шелби | Талладига | Клей |  |
| Чилтон | север | Таллапуса |      |  |
| Чилтон | Куса  | Таллапуса |      |  |
| Чилтон | юг    | Таллапуса |      |  |
|        | Элмор |           |      |  |

## Демография
По данным переписи населения 2000 года в округе проживало 12 202 жителей, в составе 4862 хозяйств и 3408 семей. Плотность населения была 7 чел. на 1 квадратный километр. Насчитывалось 6142 жилых домов. Расовый состав населения был 63,94% белых, 34,19% чёрных или афроамериканцев, и 0,88% представители двух или более рас. 1,29% населения являлись испаноязычными или латиноамериканцами.
Из 4862 хозяйств 30% воспитывают детей возрастом до 18 лет, 54,8% супружеских пар живущих вместе, 13,5% женщин-одиночек, 27,2% не имели семей. 24,3% от общего количества живут самостоятельно, 9,8% — лица старше 65 лет, живущие в одиночку. В среднем на каждое хозяйство приходилось 2,52 человека, среднестатистический размер семьи составлял 2,98 человека.
Показатели по возрастным категориям в округе были следующие: 23,7% жители до 18 лет, 8,6% от 18 до 24 лет, 29% от 25 до 44 лет, 24,3% от 45 до 64 лет, и 14,4% старше 65 лет. Средний возраст составлял 38 лет. На каждых 100 женщин приходилось 104,4 мужчины. На каждых 100 женщин в возрасте 18 лет и старше приходилось 102,5 мужчины.